# Zygographa asaphochalca
Zygographa asaphochalca är en fjärilsart som beskrevs av Edward Meyrick 1917. Zygographa asaphochalca ingår i släktet Zygographa och familjen spinnmalar. Inga underarter finns listade i Catalogue of Life.